# NGC 7357
NGC 7357 ist eine Spiralgalaxie vom Hubble-Typ Sb im Sternbild Pegasus am Nordsternhimmel. Sie ist schätzungsweise 336 Millionen Lichtjahre von der Milchstraße entfernt und hat einen Durchmesser von etwa 145.000 Lj.
Im selben Himmelsareal befindet sich u. a. die Galaxie NGC 7356.
Das Objekt wurde am 26. September 1883 von Édouard Stephan entdeckt.